# Castel di Sasso
Castel di Sasso är en ort och kommun i provinsen Caserta i regionen Kampanien i Italien. Kommunen hade 1 143 invånare (2017).